# Brita Billsten
Brita Maria Billsten, född 16 mars 1927 i Annedals församling i Göteborg, död 28 november 2015 i Helsingborg, var en svensk skådespelare.

## Biografi
Brita Billsten debuterade sjutton år fyllda som balettflicka på Hälsingborgs stadsteater 1944 under Ingmar Bergmans tid som teaterchef. Hon medverkade också i några av Bergmans tidiga filmer som Kris (1946) och Hamnstad (1948). I den senare spelade hon en gatflicka. Då hade hon redan flyttat upp till Stockholm och kommit in på Dramatens elevskola.  
Till höststarten 1946 blev antagen vid elevskolan i samma årskull som Jarl Kulle, Ingvar Kjellson och Per Gerhard. Under de tre år hon gick på skolan gjorde hon tretton roller på Drameten. I oktober 1947 medverkade hon i Göran Genteles uppsättning av Hjälten på den gröna ön när Per Oscarsson gjorde Christopher Mahon. Billsten spelade Sara, en av flickorna i byn. En månad senare gör hon Tiggerskan i Alf Sjöbergs iscensättning av Lorcas Bernardas hus med Tora Teje som Bernarda och Mai Zetterling gjorde som den upproriska dottern Adela sin sista roll på Dramaten. 
Hennes största roll på Dramaten kom på hösten 1948 som Ismene, Antigones syater i Olof Molanders uppsättning av Sofokles grekiska drama Antigone med Anna Lindahl i titelrollen och med Holger Löwenadler som siaren Tereisias.  

### På Riksteatern och i Helsingborg
1949 gjorde rollen hon den svenskättade Anna Christopherson i Eugéne O’Neills pjäs Anna Christie - som Greta Garbo gjorde på film i Hollywood. Det var Hans Dahlin som satte upp den på Riksteatern med Billsten, John Elfström och Erik Hell.
1952 spelade hon Olivia i Trettondagsafton med Ragnar Thell som Malvolio och Marianne Stjernqvist som Viola på Hälsingborgs stadsteater. Men hon spelade även på Lisebergsteatern i födelsestaden Göteborg sommaren 1956 när hon ersatte Lili Landre i Min fru på drift av Noël Coward. 

### Åter i Stockholm och Lilla teatern
Billsten har därefter varit engagerad vid Lilla Teatern i Stockholm, Malmö stadsteater med flera.[källa behövs]
1971 gjorde hon sekreteraren Marian Selby i Jack Popplewells kriminalkomedi Skulle det dyka upp flera lik är det bara å ringa! som Stig Ossian Ericson satte upp på Lilla teatern i Stockholm, med Agneta Prytz, Fylgia Zadig och Thomas Ungewitter med flera. 
Billsten hade en framträdande roll i Lars Molins och Christian Lunds tevefilm Badjävlar som sändes i Sveriges Television för första gången 1971.
Bland 1970-talets filmer kan nämnas Kjell Gredes Klara Lust. och i Marianne Ahrnes Långt borta och nära.

### På Fredriksdalsteatern
Hon spelade med Nils Poppe redan 1951 i Lorden från Gränden på Hälsingborgs stadsteater och var sedan scenpartner till Poppe under 14 säsonger på Fredriksdalsteatern i Helsingborg. Första gången 1975 spelade hon Matilda Jönsson i Franz Arnolds och Ernst Bachs 1930-talsfars Hurra, en pojke! som i Poppes omarbertning fick den skånska titeln Fars lille påg.  
Under några säsonger på 1980-talet tillhörde hon även Stockholms Operettsällskap.[källa behövs]
Hon var under flera år anställd vid Riksteatern och kreerade bland annat Marlene Dietrich i pjäsen Piaf med Birgit Carlstén. 

### Övrigt
Hon var från 1953 gift med teatermannen Tom Dan-Bergman. Billsten är gravsatt i Skogsminneslunden vid Helsingborgs krematorium.

## Filmografi
- 1944 – När seklet var ungt
- 1946 – Kris
- 1946 – Det regnar på vår kärlek
- 1948 – Hamnstad
- 1948 – Intill helvetets portar
- 1950 – Två trappor över gården
- 1952 – Möte med livet
- 1955 – Enhörningen
- 1955 – Emma och hennes karl
- 1957 – Vägen genom Skå
- 1961 – Kan du läxan (kortfilm)
- 1963 – En söndag i september
- 1967 – Tvärbalk
- 1970 – Statuera exempel
- 1971 – Badjävlar
- 1972 – Klara Lust
- 1976 – Långt borta och nära
- 1977 – Oskulden från Mölle
- 1978 – Frihetens murar
- 1979 – Mor gifter sig (TV-serie)
- 1982 – Sten Stensson Steen går igen
- 1983 – Blomman från Hawaii
- 1984 – Två man om en änka
- 1985 – Lilla helgonet
- 1985 – Mask of Murder
- 1986 – Fars lille påg
- 1988 – Ta mej! Jag är din!
- 1999 – Offer och gärningsmän (TV-serie)
- 2003 – Hannah med H
- 2005 – Wallander – Mastermind

## Teater

### Roller
| År   | Roll                                                          | Produktion                                                                                                  | Regi                | Teater                        |
| ---- | ------------------------------------------------------------- | --- | ------------------- | ----------------------------- |
| 1948 | Köksan                                                        | En vildfågel (La sauvage) Jean Anouilh                                                                      | Rune Carlsten       | Dramaten                      |
| 1948 | En annan jude                                                 | De vises sten Pär Lagerkvist                                                                                | Alf Sjöberg         | Dramaten                      |
| 1949 | Danserska                                                     | Lycko-Pers resa August Strindberg                                                                           | Göran Gentele       | Dramaten                      |
| 1950 |                                                               | Lycklig som Larry (Happy As Larry) Donagh MacDonagh                                                         | John Zacharias      | Helsingborgs stadsteater      |
| 1950 | Aurelie                                                       | Bagarens hustru (La femme du boulanger) Marcel Pagnol                                                       | John Zacharias      | Helsingborgs stadsteater      |
| 1950 |                                                               | Simon trollkarlen Tore Zetterholm                                                                           | Ingrid Luterkort    | Helsingborgs stadsteater      |
| 1951 | Bathilde                                                      | Millionären från Peru (Meine Nichte Susanne) Hans Adler och Alexander Steinbrecher                          | John Zacharias      | Helsingborgs stadsteater      |
| 1951 | Henriette                                                     | Brott och brott August Strindberg                                                                           | John Zacharias      | Helsingborgs stadsteater      |
| 1951 | Marcela                                                       | Hus med dubbel ingång (Casa con dos puertas) Pedro Calderón de la Barca                                     | John Zacharias      | Helsingborgs stadsteater      |
| 1951 | Faster Felice                                                 | Lyckliga tid (The Happy Time) Samuel A. Taylor                                                              | Ingrid Luterkort    | Helsingborgs stadsteater      |
| 1951 | Jacqueline                                                    | Lorden från gränden (Me and My Girl) L. Arthur Rose och Noel Gay                                            | Nils Poppe          | Helsingborgs stadsteater      |
| 1952 | Gumman                                                        | Dödsdansen August Strindberg                                                                                | Keve Hjelm          | Helsingborgs stadsteater      |
| 1952 | Claire                                                        | Jungfruleken (Les Bonnes) Jean Genet                                                                        | Ingrid Luterkort    | Helsingborgs stadsteater      |
| 1952 | Lisbeth                                                       | Erasmus Montanus Ludvig Holberg                                                                             | John Zacharias      | Helsingborgs stadsteater      |
| 1952 | Flickan                                                       | Komedin om oss myror (Under the sycamore tree) Samuel Spewack                                               | John Zacharias      | Helsingborgs stadsteater      |
| 1952 | Ann Welch                                                     | Livet skall levas (The Deep Blue Sea) Terence Rattigan                                                      | Ingrid Luterkort    | Helsingborgs stadsteater      |
| 1953 | Gay Wellington, skådespelerska Storfurstinnan Olga Jekaterina | Komedin om oss människor (You Can't Take It with You) Moss Hart och George S. Kaufman                       | Ingrid Luterkort    | Helsingborgs stadsteater      |
| 1953 | Julia Sterroll                                                | Fallna änglar (Fallen Angels) Noël Coward                                                                   | Ingrid Luterkort    | Helsingborgs stadsteater      |
| 1953 | Julia Körner                                                  | Swedenhielms Hjalmar Bergman                                                                                | Johan Falck         | Helsingborgs stadsteater      |
| 1953 | Ägarinnan                                                     | Rendez-vous med lyckan (Le Rendez-vous de Senlis) Jean Anouilh                                              | Johan Falck         | Helsingborgs stadsteater      |
| 1954 | Juno                                                          | Stormen (The Tempest) William Shakespeare                                                                   | Johan Falck         | Helsingborgs stadsteater      |
| 1954 | Första damen                                                  | Kanske en diktare Ragnar Josephson                                                                          | Gunnar Ekström      | Helsingborgs stadsteater      |
| 1959 | Bernadette                                                    | Oscar Claude Magnier                                                                                        | Gösta Folke         | Folkparksturné/ Lilla Teatern |
| 1960 | Zina Devry                                                    | Primadonna (Adorable Julia) Marc-Gilbert Sauvajon                                                           | Gösta Folke         | Lilla Teatern                 |
| 1960 | Sjuksköterskan                                                | Fällan (Piege pour un homme seul) Robert Thomas                                                             | Tom Dan-Bergman     | Lilla Teatern                 |
| 1961 | Marie-Dominique Beaurever                                     | Tokan (L'Idiote) Marcel Achard                                                                              | Tom Dan-Bergman     | Lilla Teatern                 |
| 1962 | Modern                                                        | Party: Picknick på slagfältet (Pique-nique en campagne) Fernando Arrabal                                    | Jackie Söderman     | Lilla Teatern                 |
| 1965 |                                                               | Den sönderslagna krukan (Der zerbrochne Krug) Heinrich von Kleist                                           | Eva Sköld           | Malmö stadsteater             |
| 1965 |                                                               | Victor eller den lille avslöjaren (Victor ou les Enfants au pouvoir) Roger Vitrac                           | Sandro Malmquist    | Malmö stadsteater             |
| 1965 |                                                               | Lyckliga draken (Le Drame du Fukuryu-Maru) Gabriel Cousin                                                   | Josef Halfen        | Malmö stadsteater             |
| 1971 | Marian Selby                                                  | Skulle det dyka upp fler lik är det bara å ringa (Busybody) Jack Popplewell                                 | Stig Ossian Ericson | Lilla teatern                 |
| 1976 | Petunia Duun                                                  | Oskulden från Mölle (Der Keusche Lebemann) Franz Arnold och Ernst Bach                                      | Hans Bergström      | Fredriksdalsteatern           |
| 1977 | Hotellvärdinnan m.m.                                          | Fantastiska pappa (Le voyage de Monsieur Perrichon) Eugène Labiche                                          | Hans Bergström      | Fredriksdalsteatern           |
| 1978 | Johanna, husföreståndare                                      | Hjälten från Öresund (Der kühne Schwimmer) Franz Arnold och Ernst Bach                                      | Hans Bergström      | Fredriksdalsteatern           |
| 1979 | Fröken Dorine, trotjänarinna Kunden                           | Min syster och jag (Meine Schwester und ich) Ralph Benatzky och Robert Blum                                 | Egon Larsson        | Fredriksdalsteatern           |
| 1980 | Isadora von Pankh                                             | Mimmi från Möllevången (Adieu, Mimi) Ralph Benatzky, Alexander Engel och Julius Horst                       | Hans Bergström      | Fredriksdalsteatern           |
| 1981 | Märta Brolin                                                  | Sten Stensson Stéen går igen Carro Bergkvist och Arne Wahlberg                                              | Egon Larsson        | Fredriksdalsteatern           |
| 1982 |                                                               | Blomman från Hawaii (Die Blume von Hawaii) Paul Abraham, Alfred Grünwald, Fritz Löhner-Beda och Imre Földes | Gösta Folke         | Fredriksdalsteatern           |
| 1984 |                                                               | Emil i Lönneberga Astrid Lindgren                                                                           | Staffan Götestam    | Göta Lejon                    |
| 1985 | Matilda Jönsson                                               | Fars lille påg (Hurra, ein Junge) Franz Arnold och Ernst Bach                                               | Hans Bergström      | Fredriksdalsteatern           |
| 1988 | Petunia Duun                                                  | AB Dun och Bolster! (Der Keusche Lebemann) Franz Arnold och Ernst Bach                                      | Hans Bergström      | Fredriksdalsteatern           |
| 1990 | Maruschka                                                     | Två man om en änka (Der Regimentspapa) Rickard Kessler och Heinrich Stobitzer                               | Claes Sylwander     | Fredriksdalsteatern           |
| 1996 | Greta                                                         | Galoschkungen Sigvard Olsson                                                                                | Göran Stangertz     | Helsingborgs stadsteater      |

### Fotnoter
1. 1 2  ”Brita Billsten”. Svensk Filmdatabas. http://sfi.se/sv/svensk-filmdatabas/Item/?type=PERSON&itemid=71134&ref=%2ftemplates%2fSwedishFilmSearchResult.aspx%3fid%3d1225%26epslanguage%3dsv%26searchword%3dBrita+Billsten%26type%3dPerson%26match%3dBegin%26page%3d1%26prom%3dFalse. Läst 18 augusti 2012.
2. ↑  SvenskaGravar
3. ↑  Ad. (14 september 1950). ”'Lycklig som Larry' i Hälsingborg”. Dagens Nyheter:  s. 9. https://arkivet.dn.se/tidning/1950-09-14/248/9. Läst 3 juni 2018.
4. ↑  Sven Barthel (16 november 1950). ”Simon trollkarlen”. Dagens Nyheter:  s. 14. https://arkivet.dn.se/tidning/1950-11-16/311/14. Läst 3 juni 2018.
5. ↑  ”'Hus med dubbel ingång' i Hälsingborg”. Dagens Nyheter:  s. 9. 25 oktober 1951. https://arkivet.dn.se/tidning/1951-10-25/289/9. Läst 3 juni 2018.
6. ↑  ”Teater Film Musik: 'Lyckliga tid' i Hälsingborg”. Dagens Nyheter:  s. 11. 16 november 1951. https://arkivet.dn.se/tidning/1951-11-16/311/11. Läst 3 juni 2018.
7. ↑  Ingvar Holm (17 mars 1952). ”'Jungfruleken' i Hälsingborg”. Dagens Nyheter:  s. 9. https://arkivet.dn.se/tidning/1952-03-17/76/9. Läst 3 juni 2018.
8. ↑  Ingvar Holm (30 januari 1953). ”Teater Musik Film: Hälsingborgspremiär”. Dagens Nyheter:  s. 11. https://arkivet.dn.se/tidning/1953-01-30/28/11. Läst 4 juni 2018.
9. ↑  Ebbe Linde (29 juni 1959). ”Parisisk bulevardteater bland svenska blomster”. Dagens Nyheter:  s. 12. https://arkivet.dn.se/tidning/1959-06-29/11165-172/12. Läst 10 maj 2025.
10. ↑  ”Saken är Oscar! eller En halv million i kappsäcken”. Musik & Teaterbiblioteket. https://calmview.musikverk.se/CalmView/Record.aspx?src=CalmView.Performance&id=PERF14386&pos=7. Läst 10 maj 2025.
11. ↑  Ebbe Linde (16 september 1959). ”'Oscar' på Lilla teatern”. Dagens Nyheter:  s. 36. https://arkivet.dn.se/tidning/1959-09-16/11165-551/36. Läst 10 maj 2025.
12. ↑  ”Primadonna”. Musik- och Teaterbiblioteket. https://calmview.musikverk.se/CalmView/Record.aspx?src=CalmView.Performance&id=PERF14387&pos=42. Läst 18 juli 2025.
13. ↑  Sven Barthel (9 januari 1960). ”En riktig primadonna”. Dagens Nyheter:  s. 9. https://arkivet.dn.se/tidning/1960-01-09/11165-7/9. Läst 18 juli 2025.
14. ↑  ”Fällan”. Musik- och Teaterbiblioteket. https://calmview.musikverk.se/CalmView/Record.aspx?src=CalmView.Performance&id=PERF14390&pos=45. Läst 18 juli 2025.
15. ↑  Sven Barthel (6 november 1960). ”'Thrillerkomedi' på Lillan”. Dagens Nyheter:  s. 40. https://arkivet.dn.se/tidning/1960-11-06/11165-302/40. Läst 18 juli 2025.
16. ↑  ”Tokan”. Musik- och Teaterbiblioteket. https://calmview.musikverk.se/CalmView/Record.aspx?src=CalmView.Performance&id=PERF14391&pos=46. Läst 18 juli 2025.
17. ↑  ”'Tokan' på Lilla Teatern”. Dagens Nyheter:  s. 12. 25 februari 1961. http://arkivet.dn.se/arkivet/tidning/1961-02-25/54/12. Läst 22 augusti 2015.
18. ↑  ”Picknick på slagfältet”. Musik- och Teaterbiblioteket. https://calmview.musikverk.se/CalmView/Record.aspx?src=CalmView.Performance&id=PERF14461&pos=52. Läst 19 juli 2025.
19. ↑  ”Skulle det dyka upp flera lik är det bara å ringa!”. Musik- och Teaterbiblioteket. https://calmview.musikverk.se/CalmView/Record.aspx?src=CalmView.Performance&id=PERF14495&pos=71. Läst 21 juli 2025.
20. ↑  ”Teaterannons”. Dagens Nyheter:  s. 42. 17 september 1971. https://arkivet.dn.se/tidning/1971-09-17/11171-252/42. Läst 31 maj 2018.
21. ↑  Bengt Jahnson (18 juni 1982). ”Påkostat med Poppe”. Dagens Nyheter:  s. 16. https://arkivet.dn.se/tidning/1982-06-18/162/16. Läst 30 januari 2022.
22. ↑  ”Teaterannons”. Dagens Nyheter:  s. 52. 18 februari 1984. http://arkivet.dn.se/arkivet/tidning/1984-02-18/47/52. Läst 17 september 2016.
23. ↑  Rikard Loman (16 september 1996). ”Makalös fullträff. Göran Stangertz använder skådespelarna med full kontroll”. Dagens Nyheter. https://www.dn.se/arkiv/teater/makalos-fulltraff-goran-stangertz-anvander-skadespelarna-med-full-kontroll/. Läst 27 februari 2022.